# Arena Sosnowiec
Arena Sosnowiec – hala sportowo-widowiskowa w Sosnowcu, otwarta 25 lutego 2023, stanowiąca część Zagłębiowskiego Parku Sportowego.

## Informacje techniczne
- Powierzchnia zabudowy obiektu: 6371,26 m²
- Powierzchnia użytkowa obiektu (bez trybun): 5862,16 m²
- Powierzchnia całkowita obiektu (bez trybun): 10 969,34 m²
- Wymiary i powierzchnia boiska zgodne z wymaganiami międzynarodowych federacji piłki siatkowej i koszykówki (44 m x 25 m): 1100,00 m²
- Wysokość obiektu: 17,00 m
- Liczba miejsc na trybunach: 3052